# سید جمال‌الدین افجه‌ای
سید جمال‌الدین افجه‌ای(درگذشت: حدود ۱۲۹۰ش) از علمای مشروطه خواه تهران است.

## تولد
سید جمال الدین افجه‌ای لواسانی تهرانی از علمای دین ومشروطه خواهان زمان قاجار بود. جد وی میرقوام الدین حسینی است که در افجه تهران دفن است. تولد او در حدود سال ۱۲۵۰. ق اتفاق افتاده است و پس از تحصیلات مقدماتی راهی عتبات عراق می‌شود.

## تحصیلات
سید جمال تحصیلات خود را در نجف در عصر شیخ انصاری پی گرفت و نزد بزرگانی چون شیخ راضی نجفی و میرزا حسین خلیلی تهرانی ادامه تحصیل داد و مدتی پس از سال ۱۲۹۰. ق به تهران برگشته و مشغول انجام اموری اجتماعی و سیاسی شد. او داماد میرزا حسین خلیلی تهرانی است.

## فعالیت‌های مشروطه خواهی
افجه‌ای از پیشگامان مشروطه خواهی تهران بود و در زمان به توپ بستن مجلس از پامنار تهران به سمت مجلس حرکت کرد و در درگیری‌ها شرکت نمود. وی داماد میرزا حسین خلیلی تهرانی (از آیات ثلاث مشروطه خواه نجف) بود. شیخ آقا بزرگ تهرانی در سال ۱۳۱۰. ق به دست سید جمال‌الدین افجه‌ای معمم شد. پدر آقا بزرگ تهرانی از شاگردان درس سید جمال افجه‌ای است.

## بازماندگان
خاندان افجه‌ای تهرانی تا زمان کنونی برقرارند. سید مهدی افجه‌ای از فعالان روزنامه‌نگاری ایران و سید محمد هادی افجه‌ای دو تن از فرزندان سید جمال افجه‌ای اند.

## درگذشت
سید جمال در حدود سال ۱۳۳۰ قمری (حدود ۱۲۹۰ شمسی) در تهران وفات یافت و در وادی السلام نجف به خاک سپرده شد.